# Karl-Heinz Henrichs
Karl-Heinz Henrichs (né le 1er juillet 1942 à Schermbeck et mort le 3 avril 2008 à Bocholt) est un coureur cycliste allemand. Il a notamment été champion olympique de poursuite par équipes aux Jeux olympiques de 1964 avec l'équipe unifiée d'Allemagne composée de Lothar Claesges, Karl Link et Ernst Streng. Il a également été médaillé d'argent dans cette discipline aux Jeux de 1968 et champion du monde amateur en 1964.

## Palmarès

### Jeux olympiques
- Tokyo 1964
  -  Champion olympique de poursuite par équipes (avec Lothar Claesges, Karl Link, Rainer Podlesch et Ernst Streng)
- Mexico 1968
  -  Médaillé d'argent de la poursuite par équipes (avec Udo Hempel, Karl Link et Jürgen Kissner)

### Championnats du monde
- 1963
  -  Médaillé d'argent de la poursuite par équipes amateurs
- 1964
  -  Champion du monde de poursuite par équipes amateurs (avec Lothar Claesges, Karl Link, Ernst Streng)
- 1966
  -  Médaillé d'argent de la poursuite par équipes amateurs
- 1967
  -  Médaillé de bronze de la poursuite par équipes amateurs

### Championnats nationaux
- Champion d'Allemagne de l'Ouest de poursuite par équipes amateur en 1965, 1966, 1967